# Danvers (Massachusetts)
Danvers – miejscowość w USA, hrabstwo Essex, w północno-wschodniej części stanu Massachusetts, w zespole miejskim Bostonu.